# Edina (Liberia)
Edina est une ville du Liberia. En 2008 sa population était de 350 habitants.